# Сату Ноу (Панчу)
Ново село (рум. Satu Nou) насеље је у Румунији у округу Вранча у општини Панчу. Oпштина се налази на надморској висини од 164 m.

## Становништво
Према подацима из 2002. године у насељу је живело 962 становника, од којих су сви румунске националности.